# Messier 23
Messier 23 (M23 o NGC 6494) és un cúmul obert en la constel·lació de Sagitari prop del límit amb Serpentari. Va ser descoberta per Charles Messier el 20 de juny de 1764.
M23 està a una distància d'uns 2.150 anys llum des de la Terra, el seu ràdio està al voltant de 15-20 anys llum. Hi ha uns 150 estrelles identificades en aquest cúmul, les més brillant s de magnitud 9.2 i les més calentes són del tipus B9. La seva edat estimada és de 220 a 300 milions d'anys.

## Observació
M23 es pot observar amb un telescopi de petites dimensions, es troba a 2,5º al nord i a 3,5º a l'oest 
de Mu Sagittarii (μ Sagittarii) o a 0,5° al sud i 8° a l'est de M9 a la constel·lació de Serpentari.